# Maha El-Merghany
Maha El-Merghany (en arabe : مها الميرغني), née en 1978, est une nageuse égyptienne.

## Carrière
Aux Jeux africains de 1999 à Johannesbourg, Maha El-Merghany est médaillée de bronze du 800 mètres nage libre et quatrième de la finale du 400 mètres nage libre.